# 君だけを見ていた (To Be Continuedの曲)
『君だけを見ていた』（きみだけをみていた）はTo Be Continuedの9枚目のシングル。1994年3月21日ソニー・レコードから発売された。

## 概要
本作は、TBS系列テレビドラマ『もしも願いが叶うなら』の挿入歌に起用され、オリコンシングルチャートで7週にわたってTOP10入りし同バンド最大の売上となった。
カップリングの「32°僕にもたれてた」はアルバム『Bitter Sweet Love』からのジングルカット

## 収録曲
1. 君だけを見ていた (4:14)
作詞：高島秀直/岡田浩暉/後藤友輔、作曲：後藤友輔、編曲：佐藤鷹
2. 32°僕にもたれてた (5:10)
作詞・作曲：後藤友輔、編曲：佐藤鷹
3. 君だけを見ていた （オリジナル・カラオケ） (4:14)

## 収録アルバム
- 君だけを見ていた
  - オリジナル『BEYOND THE LIGHT…』 (ALUBM MIX)（1994年）
  - ベスト『MUSICa-holic』（1995年）
  - ベスト『GOLDEN☆BEST/To Be Continued～SINGLES』（2002年）

- - オムニバス『トレンディー・ドラマ・TVテーマ・ヒット・ソングス』（1994年）
  - オムニバス『ビーチ・サイドのラブ・ストーリー』（1995年）
  - オムニバス『MAX JAPAN 2』（1995年）
  - オムニバス『I MISS YOU』（1996年）
  - オムニバス『GOLDEN J-POP 1993-94』（1997年）
  - オムニバス『輝け!金曜ドラマ王90's』（2002年）
  - オムニバス『ピアノバラッド』（2004年）
  - オムニバス『Hits on TV』（2005年）
  - オムニバス『FUN Greatest Hits of 90's』（2006年）
  - オムニバス『TRIO TRIO SONGS COMPILE』（2006年）
  - オムニバス『ウインターソング』（2007年）
  - オムニバス『Believe』

- 32°僕にもたれてた
  - オリジナル『Bitter Sweet Love』（1993年）
  - ベスト『MUSICa-holic』（1995年）